# Yasushi Fukunaga
Yasushi Fukunaga (福永 泰, Fukunaga Yasushi) est un footballeur japonais né le 6 mars 1973.